# Münsing

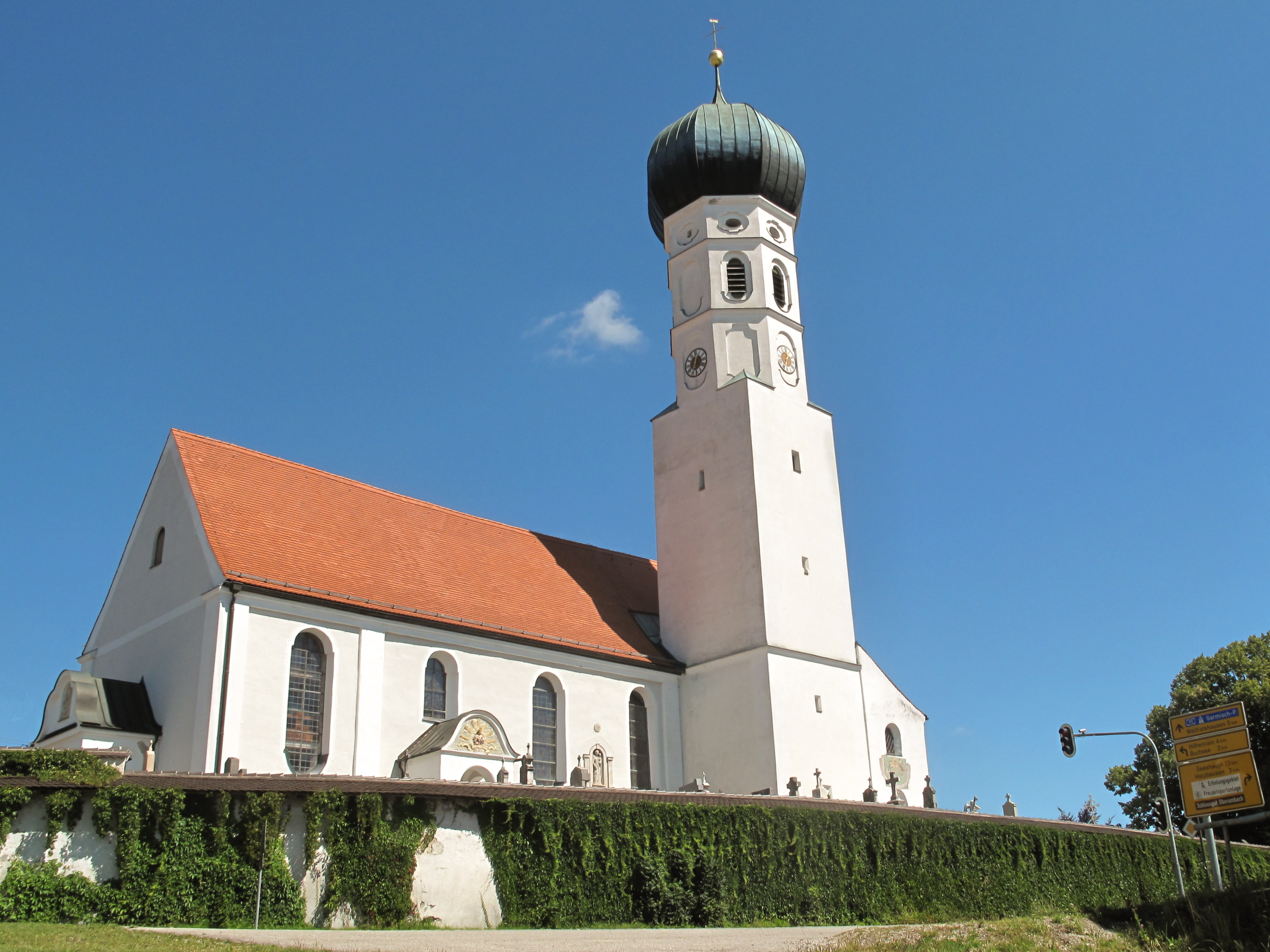
Münsing, kerk

Münsing is een gemeente in de Duitse deelstaat Beieren, en maakt deel uit van het Landkreis Bad Tölz-Wolfratshausen.
Münsing telt 4.300 inwoners.

## Geografie
De gemeente Münsing bestaat uit de volgende plaatsen:
- Münsing
- Weipertshausen
- Holzhausen
- Attenkam
- Weidenkam Ambach
- Seeheim
- Degerndorf
- Bolzwang
- Pischetsried
- Reichenkam
- Ammerland
- Wimpasing
- Ried
- St. Heinrich

Van deze plaatsen liggen Ammerland, Seeheim, Weidenkam Ambach, Pischetsried en St. Heinrich aan de Starnberger See.

## Verkeer en vervoer
De autosnelweg A95 tussen München en Garmisch-Partenkirchen heeft een afrit nabij Münsing (6, Wolfrathausen) en een aansluiting nabij Sankt Heinrich (7, Seeshaupt).
Er zijn busverbindingen naar Seeshaupt, Starnberg en Wolfratshausen.

## Stedenbanden
Münsing heeft een vriendschapsband met Todtnauberg.

## Bekende inwoners
- Patrick Süskind (schrijver en scenarioschrijver) werd op 26 maart 1949 geboren in Weidenkam Ambach, maar hij woonde ook in Holzhausen en Seeheim.
- De cabaretier Vicco von Bülow (Loriot) is op 22 augustus 2011 overleden in Münsing.

Bad Heilbrunn ·
Bad Tölz ·
Benediktbeuern ·
Bichl ·
Dietramszell ·
Egling ·
Eurasburg ·
Gaißach ·
Geretsried ·
Greiling ·
Icking ·
Jachenau ·
Kochel am See ·
Königsdorf ·
Lenggries ·
Münsing ·
Reichersbeuern ·
Sachsenkam ·
Schlehdorf ·
Wackersberg ·
Wolfratshausen